# Aselefech Mergia
Aselefech Mergia (23 januari 1985) is een Ethiopische atlete, die gespecialiseerd is in de lange afstand. Ze won enkele medailles bij grote internationale atletiekwedstrijden. Ze was in 2012 gedurende enkele maanden Ethiopisch recordhoudster op de marathon. Met haar tijd van 2:19.31 is ze is de negende (peildatum oktober 2017) snelste vrouw aller tijden. Mergia vertegenwoordigde haar vaderland bij de Olympische Spelen van 2012 (Londen).

## Biografie
Haar internationale doorbraak maakte Mergia in 2008. Toen won ze een zilveren medaille op het wereldkampioenschap halve marathon in Rio de Janeiro en won de halve marathon van New Delhi in 1:08.17 (de derde snelste tijd van het jaar). Het jaar erop verbeterde ze op de halve marathon van Ras al-Khaimah haar persoonlijk record tot 1:07.48.
In 2009 maakte Aselefech Mergia bij de marathon van Parijs haar marathondebuut. Ze werd gelijk tweede in 2:25.02 achter haar landgenote Atsede Bayisa, die de wedstrijd won in een persoonlijk record van 2:24.42. Op de wereldkampioenschappen van 2009 in Berlijn liep ze tot het 40 km-punt mee met de kopgroep. De Japanse Yoshimi Ozaki verhoogde toen het tempo en alleen de Chinese Bai Xue kon volgen. De wedstrijd werd gewonnen door de Chinese in 2:25.15 en de Japanse kwam in 2:25.25 over de finish. Mergia moest met haar tijd van 2:25.32 genoegen nemen met een bronzen medaille.

## Persoonlijke records
Baan
| Onderdeel | Prestatie | Datum        | Plaats    |
| --------- | --------- | ------------ | --------- |
| 1500 m    | 4.23,39   | 28 juli 2007 | Zaragoza  |
| 3000 m    | 8.54,42   | 14 juni 2008 | Rabat     |
| 5000 m    | 15.14,21  | 1 juni 2008  | Berlijn   |
| 10.000 m  | 32.34,09  | 26 juni 2010 | Zhukovsky |

Weg
| Onderdeel      | Prestatie       | Datum            | Plaats         |
| -------------- | --------------- | ---------------- | -------------- |
| 10 km          | 31.25           | 9 november 2008  | New Delhi      |
| 15 km          | 47.48           | 27 november 2011 | New Delhi      |
| 20 km          | 1:03.54         | 19 februari 2010 | Ras al-Khaimah |
| halve marathon | 1:07.21         | 27 november 2011 | New Delhi      |
| 25 km          | 1:24.23         | 5 april 2009     | Parijs         |
| 30 km          | 1:41.08         | 25 april 2010    | Londen         |
| marathon       | 2:19.31 (ex-NR) | 27 januari 2012  | Dubai          |

## Palmares

### 3000 m
- 2008:  Meeting International Mohammed VI - 8.54,42

### 5000 m
- 2007:  Ethiopische kamp. - 16.14,64
- 2008:  Artur Takac Memorial - 15.30,10

### 10.000 m
- 2010: 5e Znamensky Memorial in Zhukovskiy - 32.34,09

### 5 km
- 2009:  Confidence Women First in Addis Ababa - 15.58

### 10 km
- 2007:  Resolution Asset Management Women's Run in Glasgow - 32.19
- 2007:  Great Ethiopian Run - 34.10,8
- 2009:  Sunfeast World in Bangalore - 32.08
- 2010:  Sunfeast World in Bangalore - 32.00
- 2014: 5e TD Beach To Beacon in Cape Elizabeth - 32.30,8

### 10 Eng. mijl
- 2011:  Great South Run - 52.55

### halve marathon
- 2007:  halve marathon van Plymouth - 1:14.50
- 2008:  WK in Rio de Janeiro - 1:09.57
- 2008:  halve marathon van New Delhi - 1:08.17
- 2009:  halve marathon van Ras al-Khaimah - 1:07.48
- 2010: 4e halve marathon van Abu Dhabi - 1:09.21
- 2010:  halve marathon van Ras Al Khaimah - 1:07.22
- 2010:  halve marathon van New Delhi - 1:08.35
- 2011:  halve marathon van New Delhi - 1:07.21
- 2014: 5e halve marathon van Göteborg - 1:13.49

### marathon
- 2009:  marathon van Parijs - 2:25.02
- 2009:  WK - 2:25.32
- 2010:  marathon van Londen - 2:22.38
- 2011:  marathon van Dubai - 2:22.45
- 2012:  marathon van Dubai - 2:19.31 (NR)
- 2012: 41e OS - 2:32.03
- 2015:  marathon van Dubai - 2:20.02
- 2015: 4e marathon van Londen - 2:23.53
- 2015:  New York City Marathon - 2:25.32
- 2016: 5e marathon van Londen - 2:23.57
- 2017:  marathon van Londen - 2:23.08

### veldlopen
- 2008: 16e WK in Edinburgh - 26.28